# Добирлеу (комуна)
Добирлеу (рум. Dobârlău) — комуна у повіті Ковасна в Румунії. До складу комуни входять такі села (дані про населення за 2002 рік):
- Валя-Добирлеулуй (361 особа)
- Добирлеу (1087 осіб) — адміністративний центр комуни
- Лунка-Меркушулуй (422 особи)
- Меркуш (460 осіб)

Комуна розташована на відстані 145 км на північ від Бухареста, 15 км на південний схід від Сфинту-Георге, 23 км на північний схід від Брашова.

## Населення
За даними перепису населення 2002 року у комуні проживали 2330 осіб.
Національний склад населення комуни:
| Національність | Кількість осіб | Відсоток |
| -------------- | -------------- | -------- |
| румуни         | 2322           | 99,7%    |
| угорці         | 8              | 0,3%     |

Рідною мовою назвали:
| Мова      | Кількість осіб | Відсоток |
| --------- | -------------- | -------- |
| румунська | 2325           | 99,8%    |
| угорська  | 5              | 0,2%     |

Склад населення комуни за віросповіданням:
| Релігія       | Кількість осіб | Відсоток |
| ------------- | -------------- | -------- |
| православні   | 2316           | 99,4%    |
| римо-католики | 4              | 0,2%     |
| реформати     | 3              | 0,1%     |